# Doris Bačić
Doris Bačić (ur. 23 lutego 1995 w Neum, Bośnia i Hercegowina) – chorwacka piłkarka, grająca na pozycji bramkarza.

## Kariera piłkarska

### Kariera klubowa
Wychowanka klubów Libertas Dubrownik i Ombla Dubrownik. W 2011 rozpoczęła karierę piłkarską w SFK 2000 Sarajewo. W następnym sezonie 2012/13 występowała w ŽNK Osijek. Latem 2013 została zaproszona do Arsenalu, ale nie rozegrała żadnego meczu i w następnym roku odeszła do szwedzkiego FC Rosengård. Również była bramkarzem rezerwowym i na początku 2015 wróciła do SFK 2000 Sarajewo. Latem 2016 wyjechała do Niemiec, gdzie została piłkarką SC Sand. Od maja do sierpnia 2017 broniła barw islandzkiego Einherji. Potem przeniosła się do Anderlechtu. W lipcu 2018 podpisała kontrakt z Juventusem Women.

### Kariera reprezentacyjna
24 listopada 2011 debiutowała w narodowej reprezentacji Chorwacji w meczu przeciwko Holenderkom. Wcześniej broniła barw juniorskiej reprezentacji U-17 i U-19.

## Sukcesy i odznaczenia

### Sukcesy piłkarskie
SFK 2000 Sarajewo
- mistrz Bośni i Hercegowiny: 2011/12, 2015/16

ŽNK Osijek
- mistrz Chorwacji: 2012/13
- zdobywca Pucharu Chorwacji: 2012/13

FC Rosengård
- mistrz Szwecji: 2014

RSC Anderlecht
- mistrz Belgii: 2017/18

Juventus Women
- mistrz Włoch: 2018/19
- zdobywca Pucharu Włoch: 2018/19